# Benno Jacob
Benno Jacob (auch Benno Jakob; * 7. September 1862 in Breslau in Schlesien; † 24. Januar 1945 in London) war ein deutscher liberaler Rabbiner in Göttingen und Dortmund, jüdischer Bibelkommentator, Apologet des Judentums und Kämpfer gegen den Antisemitismus.

## Leben
Nach seiner Schulzeit am Gymnasium in Köslin und in Breslau studierte Benno Jacob an der Universität Breslau sowie am dortigen Jüdisch-Theologischen Seminar. Während des Studiums wurde er Mitglied des Philologischen Vereins Breslau im Naumburger Kartellverband. Promoviert wurde Jacob an der Universität Leipzig. Benno Jacob war Gründer der schlagenden und farbentragenden Studentenverbindung Viadrina im KC, einer jüdischen Verbindung, die 1886 in Breslau von jüdischen Studenten gegründet wurde, um den Antisemitismus an den Universitäten mit der Mensur zu bekämpfen.
Von 1891 bis 1906 war Jacob Rabbiner in Göttingen, anschließend von 1906 bis zur Pensionierung 1929 in Dortmund. Im selben Zeitraum gab er am dortigen Städtischen Gymnasium und am Bismarck-Realgymnasium jüdischen Religionsunterricht. Er war ein Gegner des Zionismus, und zwar nicht nur aufgrund seines Glaubens an eine deutsch-jüdische Synthese, sondern auch weil für ihn der Zionismus eine völlige Säkularisierung des Judentums und eine Grundlage für jüdischen Atheismus bedeutete.
Gegen Ende des Ersten Weltkriegs engagierte sich Jacob für Zwangsarbeiter aus dem von Deutschland besetzten Polen, die in der Ruhrindustrie arbeiten mussten und unter denen viele Juden waren. Nach dem Krieg half er bei der Integration jüdischer Einwanderer aus Osteuropa. In den 1920er Jahren hielt Jacob in Dortmund und anderen Städten Aufklärungsvorträge gegen den aufkommenden Judenhass, die von zahlreichen Nicht-Juden besucht wurden und denen sich manchmal öffentliche Debatten mit später führenden Nazis anschlossen.
1932 zog Jacob nach Hamburg, um seiner dort verheirateten Tochter nahe zu sein, und widmete sich weiterhin der Exegese. 1939 ermöglichte ihm der Oberrabbiner der vereinigten jüdischen Gemeinden des britischen Commonwealth Joseph Hertz die Flucht vor den Nationalsozialisten nach London.

## Wissenschaftliches Werk
Obwohl Jacob nicht zur Orthodoxie gerechnet werden kann, standen die Schlussfolgerungen aus seinen Textstudien in völligem Widerspruch zur neuzeitlichen (christlich geprägten) historisch-kritischen Bibelforschung. Seiner Meinung nach war der traditionelle Text zuverlässiger als die alten Übersetzungen, und die willkürlichen Textkorrekturen der Bibelkritik hielt er für unwissenschaftlich, weil ihr einziger Zweck in der Bestätigung deren eigener Voraussetzungen lag. Außerdem beschuldigte er die Vertreter der Bibelkritik, antisemitische Vorstellungen und Vorurteile gegen das Judentum zu pflegen. Seine Ansichten veröffentlichte er in Der Pentateuch, exegetisch-kritische Forschungen und Quellenscheidung und Exegese im Pentateuch.
Sein wichtigstes exegetisches Werk ist Das erste Buch der Tora: Genesis, übersetzt und erklärt. Jacob akzeptierte weder Moses Autorschaft der Tora noch die Idee der Verbalinspiration, fand aber im Aufbau der Thora so viel literarische Einheit und geistige Harmonie, dass jegliche Suche nach ihren „Quellen“ ihm als nutzlose hypothetische Übung erschien.

## Familie
Ein Enkel Benno Jacobs ist der amerikanische Rabbiner Walter Jacob, Gründungspräsident des Abraham Geiger Kollegs Potsdam, Träger des Großen Bundesverdienstkreuzes und Komtur des Päpstlichen Gregoriusordens.

## Zitat
„Wenn ein Kulturland keinen Raum für Freiheit hat, dann verzichtet der Diener Gottes auf Kultur.“

## Veröffentlichungen (Auswahl)
- Das Buch Ester bei den LXX, in: Zeitschrift für die Alttestamentliche Wissenschaft, 10 (1890), S. 241–298, doi:10.1515/zatw.1890.10.1.241
- Im Namen Gottes, Berlin 1903 (Digitalisat)
- Der Pentateuch: exegetisch-kritische Forschungen. Leipzig 1905
- Die Abzählungen in den Büchern Leviticus und Numeri, Frankfurt a. M. 1909
- Die Thora Moses, Frankfurt a. M. 1912/13 (Digitalisat Bd. 1)
- Quellenscheidung und Exegese im Pentateuch, Leipzig 1916
- Krieg, Revolution und Judentum. Philo-Verlag, Berlin 1919 urn:nbn:de:hebis:30:1-171493
- Auge um Auge. Berlin 1929 (Digitalisat).
- Das erste Buch der Tora, Genesis. Übersetzt und erklärt von Benno Jacob, Schocken Verlag, Berlin 1934 (Nachdruck herausgegeben in Zusammenarbeit mit dem Leo Baeck Institut. Calwer Verlag Stuttgart 2000, ISBN 3-7668-3514-9)
- Das Buch Exodus. Herausgegeben im Auftrag des Leo-Baeck-Instituts von Shlomo Mayer unter Mitwirkung von Joachim Hahn und Almuth Jürgensen. Calwer Verlag Stuttgart 1997, ISBN 3-7668-3515-7
- Studien zur Thora. Herausgegeben von Shimon Gesundheit, Reinhard Gregor Kratz, Hans-Christoph Aurin und Till Magnus Steiner. Calwer Verlag, Stuttgart 2021, ISBN 978-3-7668-4507-8.